# Argentino Football Club
Argentino Football Club é uma agremiação esportiva brasileira extinta fundada a 3 de abril de 1916, no Rio de Janeiro.

## História

Argentino

Situava-se na Avenida Suburbana, 10.044, em Cascadura, Zona Norte do Rio. Já o seu campo ficava na Praça Arthur Azevedo, no mesmo bairro.
Teve vida esportiva ativa durante sua existência. Após o surgimento, participou das competições da Associação Atlética Suburbana (AAS). Em 1919, migrou para a Liga Suburbana de Football, pela qual disputou o Campeonato da Série B, sendo Campeão Suburbano em 1924 e 1925.
Time-base de 1925: Joaquim; Abel e Waldemar; Vicente, José e Menezes; Robertson, Mario, Oswaldo, Pipiu e Jeronymo.
Em 1930 o clube disputava as competições profissionais de futebol da Associação Metropolitana de Ping-Pong com outros clubes que viriam a participar das divisões inferiores do Campeonato Carioca de Futebol, como o Del Castilho Football Club.
Foi um dos fundadores da Federação Athletica Suburbana (FAS), em 1936. Em 1931, disputou o Campeonato Carioca da Segunda Divisão, organizado pela AMEA (Associação Metropolitana de Esportes Athleticos).
Em 5 de março de 1935, o clube Alvi-azulino, colocou em votação a proposta de uma fusão com o Sport Club Cavalcanti. Contudo, acabou sendo derrubada por maioria dos votos.
O uniforme era idêntico ao da seleção argentina. Nos seus estatutos, descreve a sua bandeira como sendo branca, com debrum (as “bordas”) azul e escudo no centro.

## Títulos
- Bicampeão Carioca da Liga Suburbana: 1924 e 1925;

## Fonte
- VIANA, Eduardo. Implantação do futebol Profissional no Estado do Rio de Janeiro. Rio de Janeiro: Editora Cátedra, s/d.